# Italoraphidia solariana
Italoraphidia solariana is een kameelhalsvliegensoort uit de familie van de Raphidiidae. De soort komt voor in Italië.
Italoraphidia solariana werd voor het eerst wetenschappelijk beschreven door Navás in 1928.